# Ochmetovité

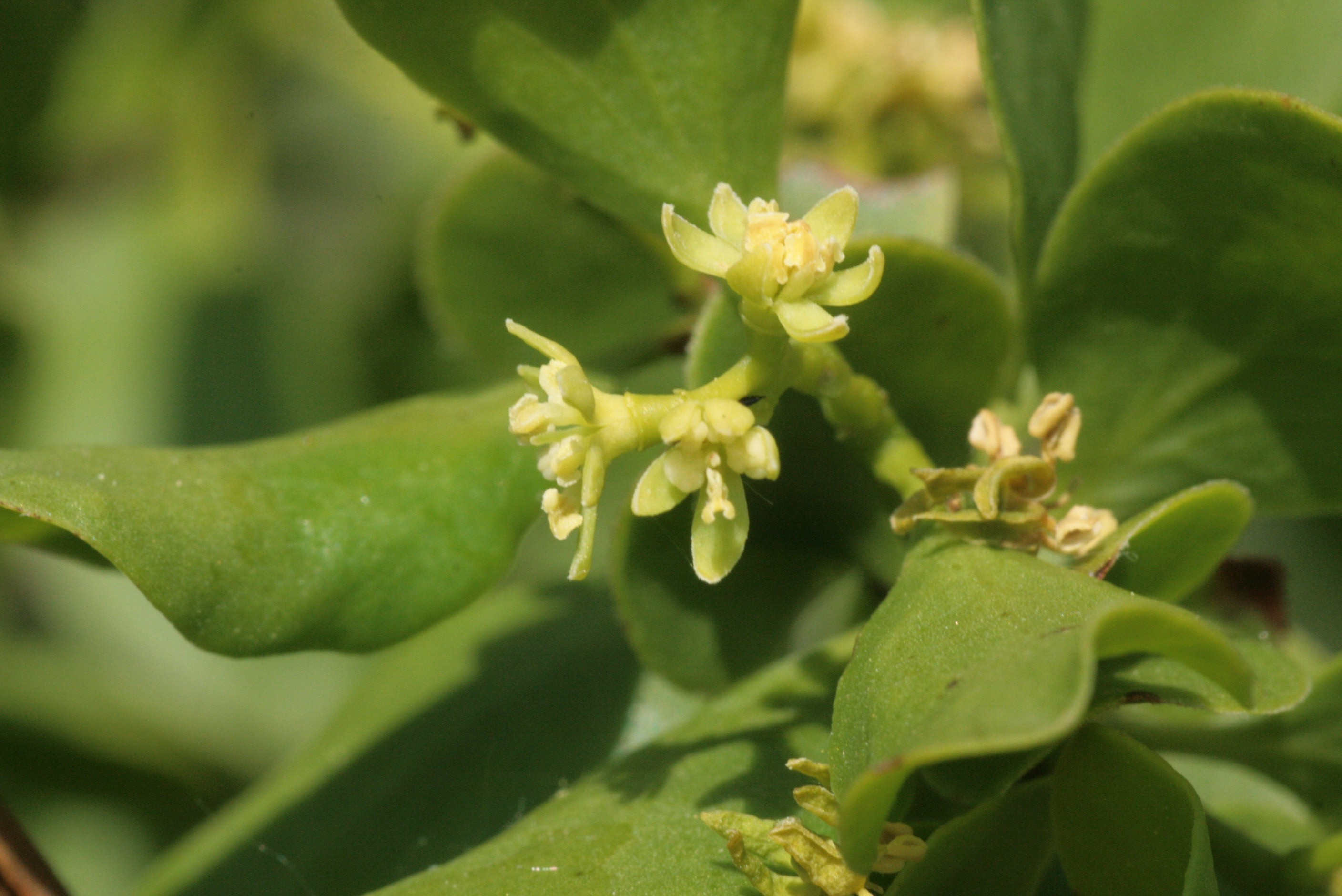
Kvetoucí ochmet evropský (Loranthus europaeus)

Ochmetovité (Loranthaceae) je čeleď vyšších dvouděložných rostlin z řádu santálotvaré (Santalales). Jsou to poloparazitické zelené dřeviny, parazitující povětšinou na kmenech a větvích dvouděložných rostlin. Jsou celosvětově rozšířeny. V České republice roste jediný zástupce: ochmet evropský.

## Popis
Ochmetovité jsou poloparazitické keře, řidčeji nevysoké stromy nebo liány, parazitující na kmenech a větvích dřevnatých dvouděložných rostlin. Jen zcela výjimečně jsou to pozemní rostliny parazitující na kořenech. Stonky jsou často zelené, nezřídka vidličnatě větvené a nebývají článkované. Listy jsou jednoduché, vstřícné nebo střídavé, celokrajné, bez palistů. Žilnatina je zpeřená, dlanitá nebo nezřetelná. Květy jsou v úžlabních nebo vrcholových květenstvích různých typů, pravidelné nebo více či méně souměrné, přisedlé nebo stopkaté, jednopohlavné nebo oboupohlavné. Kalich je redukován na pouhý lem (calyculus) při bázi květu. Koruna je nejčastěji šestičetná, na bázi srostlá v korunní trubku, v horní části s volnými cípy, u mnohých zástupců nápadná a pestře zbarvená. Tyčinek je stejný počet jako korunních lístků. Semeník je spodní, s 1 až 4 komůrkami. Čnělka je krátká nebo dlouhá, s nenápadnou kulovitou bliznou na vrcholu. Plodem jsou jednosemenné bobule nebo peckovice. Semena jsou obklopena lepkavou vrstvou.

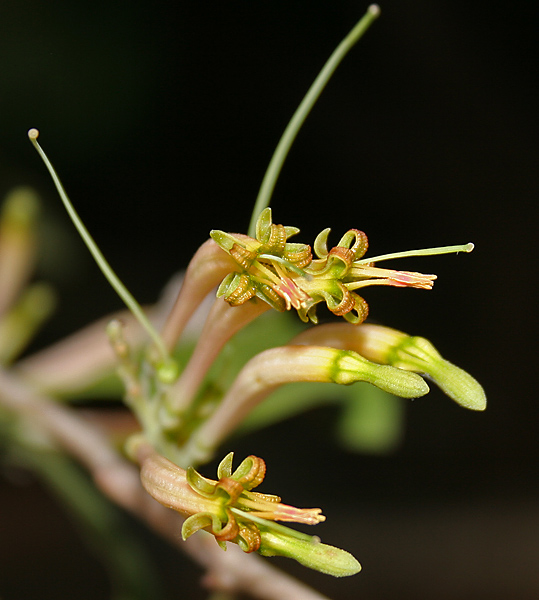
Dendrophthoe falcata
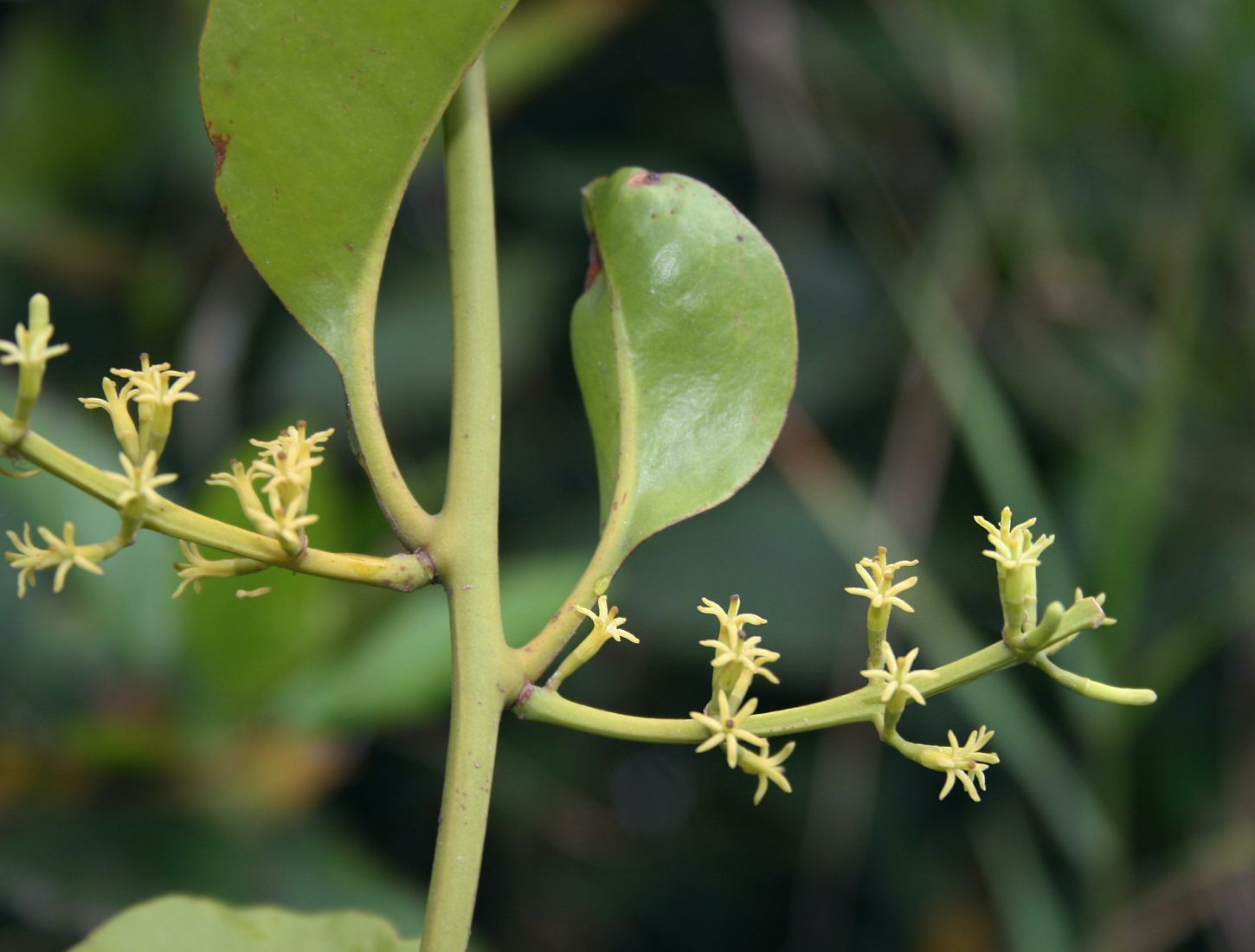
Struthanthus orbicularis
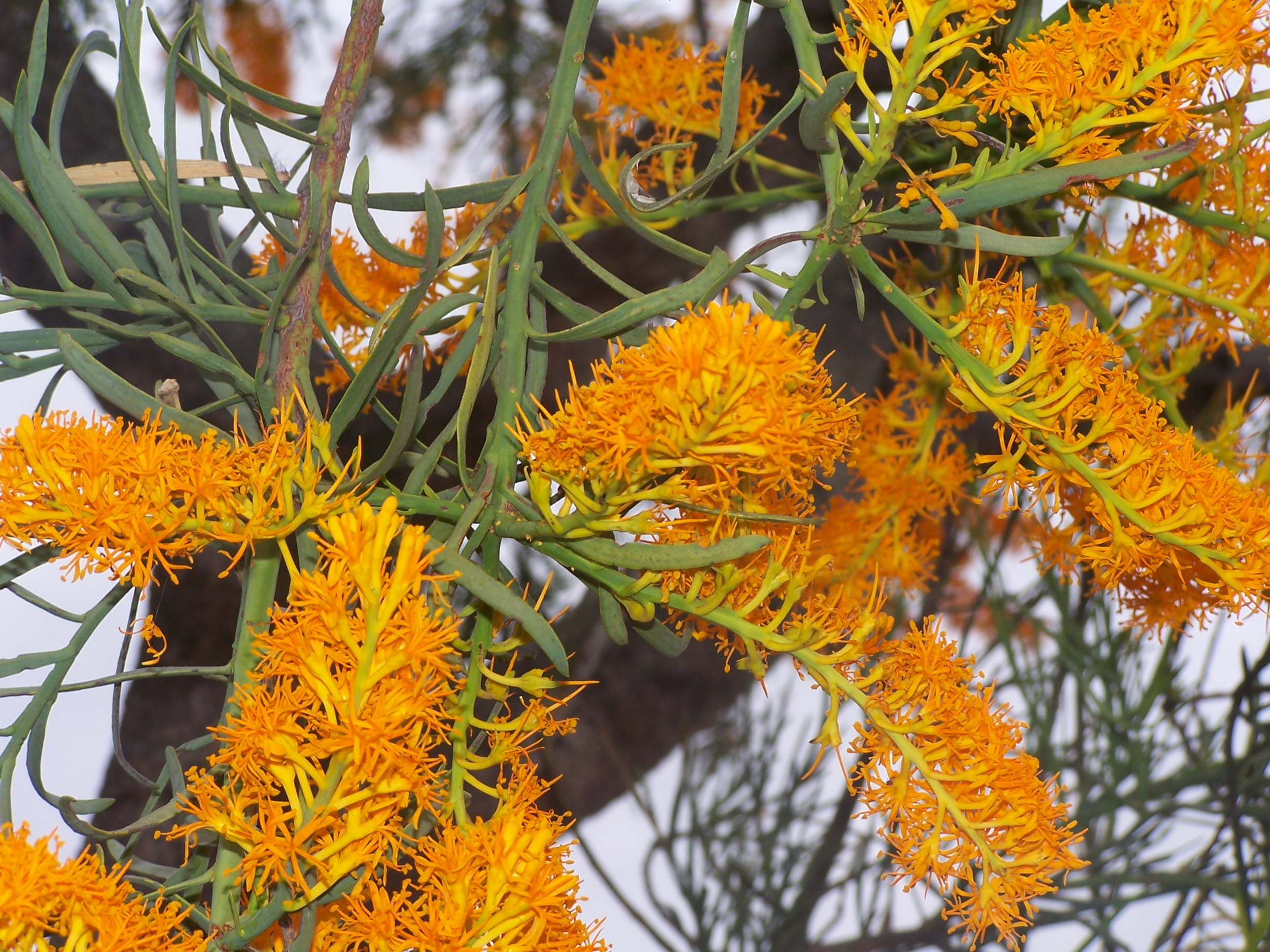
Bohatě kvetoucí Nuytsia floribunda
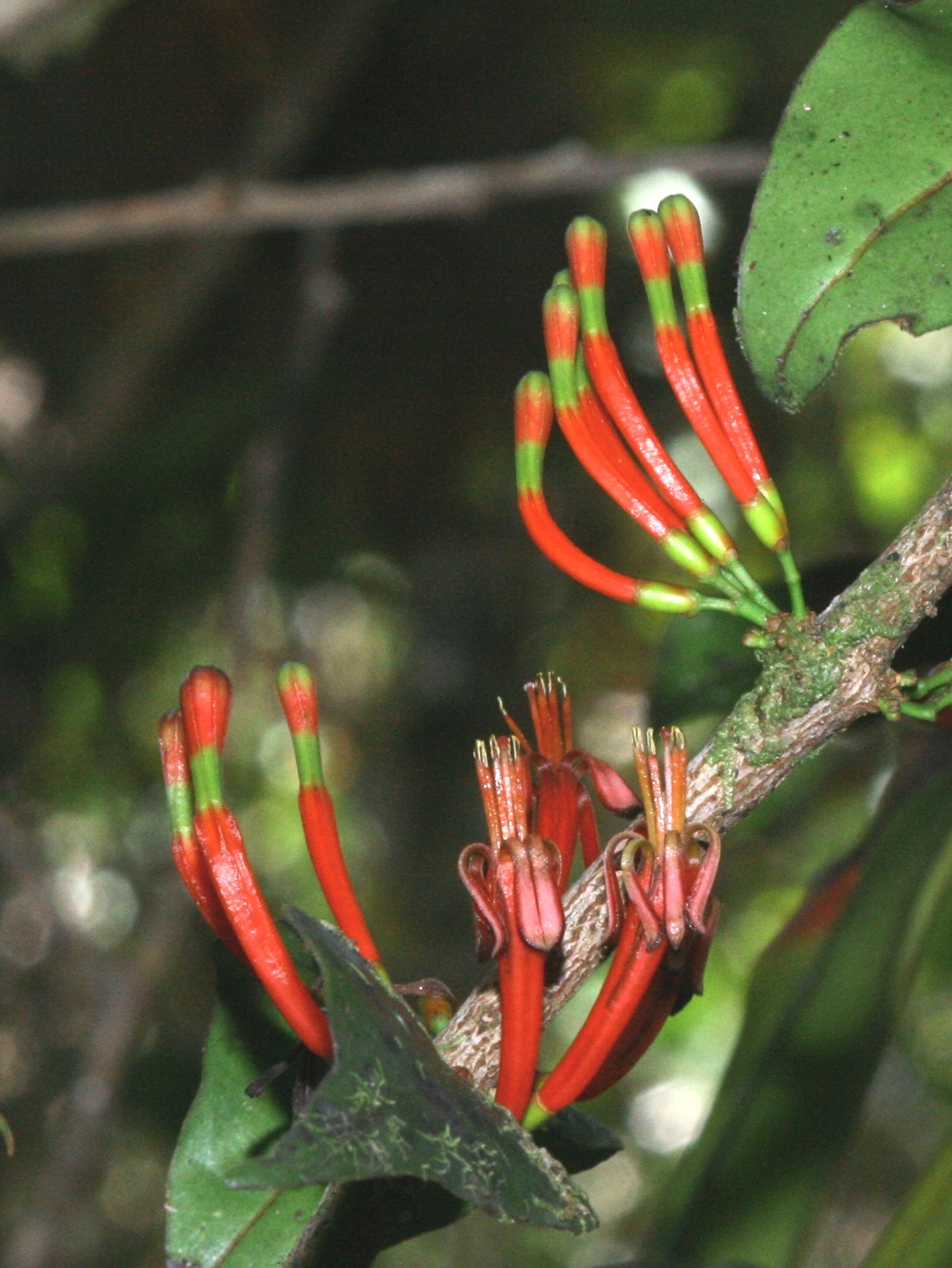
Kvetoucí Amyema sp., Sumatra

## Rozšíření
Čeleď zahrnuje téměř 1000 druhů v 68 rodech. Největší rody jsou Tapinanthus (asi 250 druhů), Psittacanthus (120) a Amyema (95 druhů).
Ochmetovité jsou rozšířeny celosvětově. Největší druhová pestrost je v tropech, kde rostou od nížin do horských poloh.
V Evropě je jediným druhem zastupujícím tuto čeleď ochmet evropský (Loranthus europaeus). Vyskytuje se i v České republice.

## Taxonomie
V minulosti byly v mnohých systémech řazeny habitem podobné poloparazitické rostliny do jediné čeledi, ochmetovité (Loranthaceae). Později z ní byly vyjmuty čeledi jmelovité (Viscaceae) a Eremolepidaceae. V molekulárním systému APG byly pak tyto dvě čeledi sloučeny s čeledí santálovité (Santalaceae).

## Ekologické interakce
Semena tropických ochmetovitých klíčí velmi rychle a vzpřímené semenáčky se objevují již do dvou týdnů od uchycení semene na hostitelské rostlině. Na radikule (základu kořínku) se tvoří silně přilnavý haustoriový terčík. Semenáčky jsou zprvu vyživovány dělohami, později začínají samostatně fotosyntetizovat. Haustorium prorůstá do vodivých pletiv hostitele, odkud si rostlina bere vodu a minerální živiny.
Nápadné květy některých druhů jsou často červené, trubkovité a jsou opylovány ptáky, v tropické Americe nejčastěji kolibříky. Druhy s nenápadnými květy jsou nejčastěji opylovány hmyzem.
Pestré plody lákají ptactvo a semena rychle procházejí trávicím traktem. Semena, stále obalená lepkavou vrstvou, se často přilepí na peří a ptáci je ve snaze zbavit se jich roznášejí po větvích, o něž se otírají.

## Zástupci
- nuytsie (Nuytsia)
- ochmet (Loranthus)[4]

## Význam
Některé asijské druhy (Macrosolen cochinchinensis, Scurrula parasitica, Taxillus sp.) jsou využívány v medicíně.

## Přehled rodů
Actinanthella,
Aetanthus,
Agelanthus,
Alepis,
Amyema,
Amylotheca,
Atkinsonia,
Bakerella,
Baratranthus,
Benthamina,
Berhautia,
Cecarria,
Cladocolea,
Cyne,
Dactyliophora,
Decaisnina,
Dendropemon,
Dendrophthoe,
Desmaria,
Diplatia,
Distrianthes,
Elytranthe,
Emelianthe,
Englerina,
Erianthemum,
Gaiadendron,
Globimetula,
Helicanthes,
Helixanthera,
Hyphear,
Ileostylus,
Lampas,
Lepeostegeres,
Lepidaria,
Ligaria,
Loranthella,
Loranthus,
Loxanthera,
Lysiana,
Macrosolen,
Maracanthus,
Moquiniella,
Muellerina,
Notanthera,
Nuytsia,
Oedina,
Oliverella,
Oncella,
Oncocalyx,
Oryctanthus,
Oryctina,
Panamanthus,
Papuanthes,
Passovia,
Pedistylis,
Peraxilla,
Peristethium,
Phragmanthera,
Phthirusa,
Plicosepalus,
Psittacanthus,
Pusillanthus,
Scurrula,
Septulina,
Socratina,
Sogerianthe,
Spragueanella,
Struthanthus,
Tapinanthus,
Taxillus,
Thaumasianthes,
Tolypanthus,
Trilepidea,
Tripodanthus,
Tristerix,
Trithecanthera,
Tupeia,
Vanwykia